# Sterne des baleiniers
Sternula balaenarum
Espèce
Statut de conservation UICN

 LC  : Préoccupation mineure
Synonymes
- Sterna balaenarum

La Sterne des baleiniers (Sternula balaenarum) est une espèce d'oiseaux appartenant à la famille des Laridae.
Elle se distingue par sa capuche et un bec entièrement noir.
98 % de la population niche en Namibie, bien qu'elle soit également présente en Afrique du Sud. Elle hiverne jusqu'en Afrique de l'Ouest.
Son nom dans d'autres langues fait référence au peuple Damara.